# Пуйо (місто)
Пуйо (ісп. Puyo) — місто в центральній частині Еквадору, адміністративний центр провінції Пастаса. Розташоване на висоті 953 м над рівнем моря, на річці Пуйо, за 155 км від столиці країни, міста Кіто.
За даними перепису 2010 року населення Пуйо становило 24881 осіб. Місто засноване 12 травня 1899 року. У містечку Шелл, за 10 км на північний захід від Пуйо є невеликий аеропорт.

## Клімат
Місто знаходиться у зоні, котра характеризується вологим тропічним кліматом. Найтепліший місяць — січень із середньою температурою 20.6 °C (69 °F). Найхолодніший місяць — липень, із середньою температурою 18.9 °С (66 °F).
| Клімат Пуйо             | Клімат Пуйо | Клімат Пуйо | Клімат Пуйо | Клімат Пуйо | Клімат Пуйо | Клімат Пуйо | Клімат Пуйо | Клімат Пуйо | Клімат Пуйо | Клімат Пуйо | Клімат Пуйо | Клімат Пуйо | Клімат Пуйо |
| Показник                | Січ.        | Лют.        | Бер.        | Квіт.       | Трав.       | Черв.       | Лип.        | Серп.       | Вер.        | Жовт.       | Лист.       | Груд.       | Рік         |
| Середня температура, °C | 21          | 20          | 21          | 21          | 21          | 20          | 19          | 20          | 20          | 21          | 21          | 21          | 20          |
| Норма опадів, мм        | 301         | 298         | 429         | 465         | 408         | 457         | 389         | 346         | 365         | 382         | 364         | 332         | 4536        |
| ----------------------- | ----------- | ----------- | ----------- | ----------- | ----------- | ----------- | ----------- | ----------- | ----------- | ----------- | ----------- | ----------- | ----------- |
| Джерело: Weatherbase    |             |             |             |             |             |             |             |             |             |             |             |             |             |